# Tutun

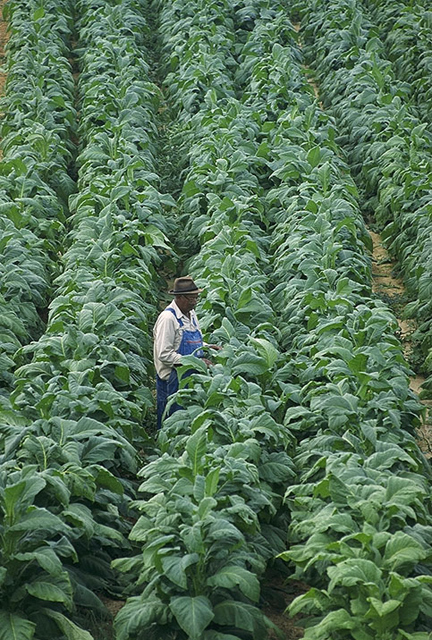
Plantație de tutun în Chatham, Virginia, SUA

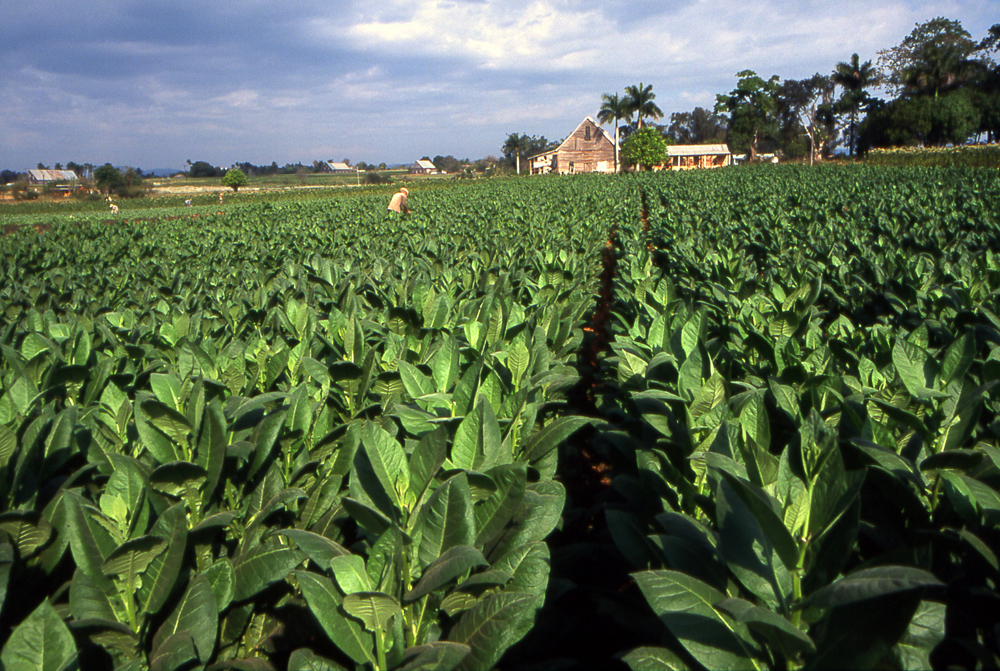
Plantație de tutun în Pinar del Río, Cuba

Tutunul sau tabacul este o plantă din genul Nicotiana, familia Solanaceae. În lume există peste 70 de specii de plante de tutun, cea principală din punct de vedere comercial fiind Nicotiana tabacum.
Frunzele uscate de tutun sunt fumate în țigarete, trabucuri și pipe.
Folosirea tabacului este un factor de risc pentru multe boli, în special cele ce afectează inima, ficatul și plămânii, și poate cauza apariția cancerului. Conform Organizației Mondiale a Sănătății, tutunul este cea mai importantă cauză de deces prematur în lume.

## Producători majori de tutun
| China | 3.200.876    |   |
| Japonia | 875.000      | F |
| India | 810.550      |   |
| Statele Unite                                                                                               | 505.837      |   |
| Cuba | 346.700      |   |
| Total în lume                                                                                               | 7.490.661,35 | A |
| Nu-s note = date oficiale, F = Estimarea OAA, A = mixte (include date oficiale, semioficiale sau estimări). |              |   |

## Consum de tutun per capita
| Țara           | Consum per capita |
| -------------- | ----------------- |
| Cehia          | 2.328             |
| Coreea de Sud  | 2.151             |
| Germania       | 1.748             |
| Elveția        | 1.690             |
| Turcia         | 1.633             |
| Statele Unite  | 1.374             |
| Finlanda       | 1.221             |
| Norvegia       | 1.073             |
| Marea Britanie | 969               |

Sursa:Helgi Library

## Vezi și
- Schimbul columbian